# Follonica
Follonica település Olaszországban, Toszkána régióban, Grosseto megyében. Lakosainak száma 20 399 fő (2023. január 1.). Follonica Scarlino, Massa Marittima, Suvereto és Piombino községekkel határos.

## Népesség
A település lakossága az elmúlt években az alábbi módon változott:
| Lakosok száma | 21 443 | 21 308 | 20 399 |
|               | 2017   | 2018   | 2023   |